# Jose Rubin Statham
Jose Rubin Statham (n. Auckland, 25 de abril de 1987) es un tenista profesional de Nueva Zelanda. 

## Carrera
Su ranking más alto a nivel individual fue el puesto n.º 279, alcanzado el 25 de febrero del 2013. A nivel de dobles, alcanzó el puesto n.º 139 el 17 de junio de 2013.
No ha logrado hasta el momento títulos de la categoría ATP ni de la ATP Challenger Tour, aunque sí ha obtenido varios títulos Futures tanto en individuales como en dobles.

### Copa Davis
Desde el año 2005, es participante del Equipo de Copa Davis de Nueva Zelanda. Tiene en esta competición un récord total de partidos ganados/perdidos de 20/10 (18/10 en individuales y 2/0 en dobles).